# Englische Ulme

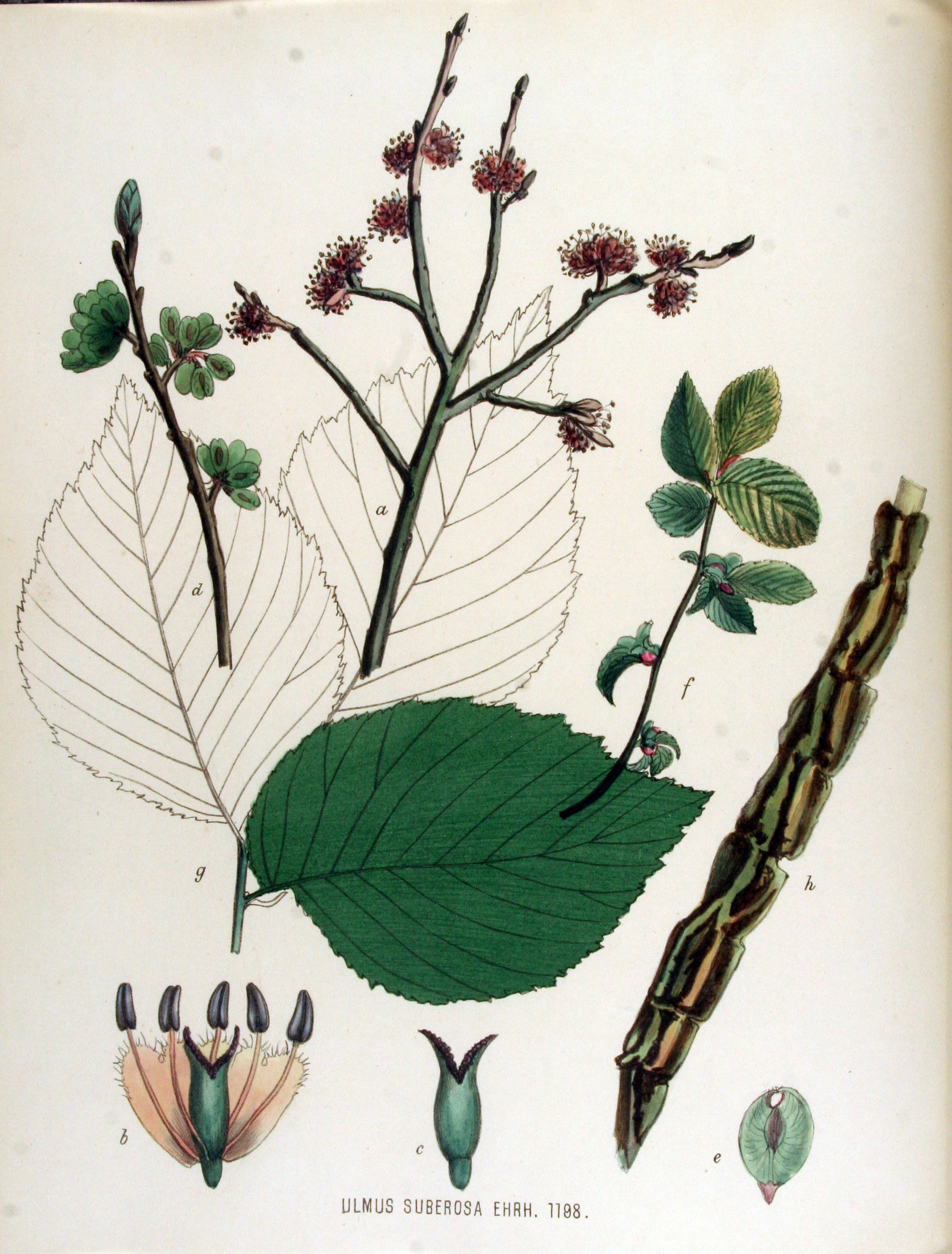
Illustration

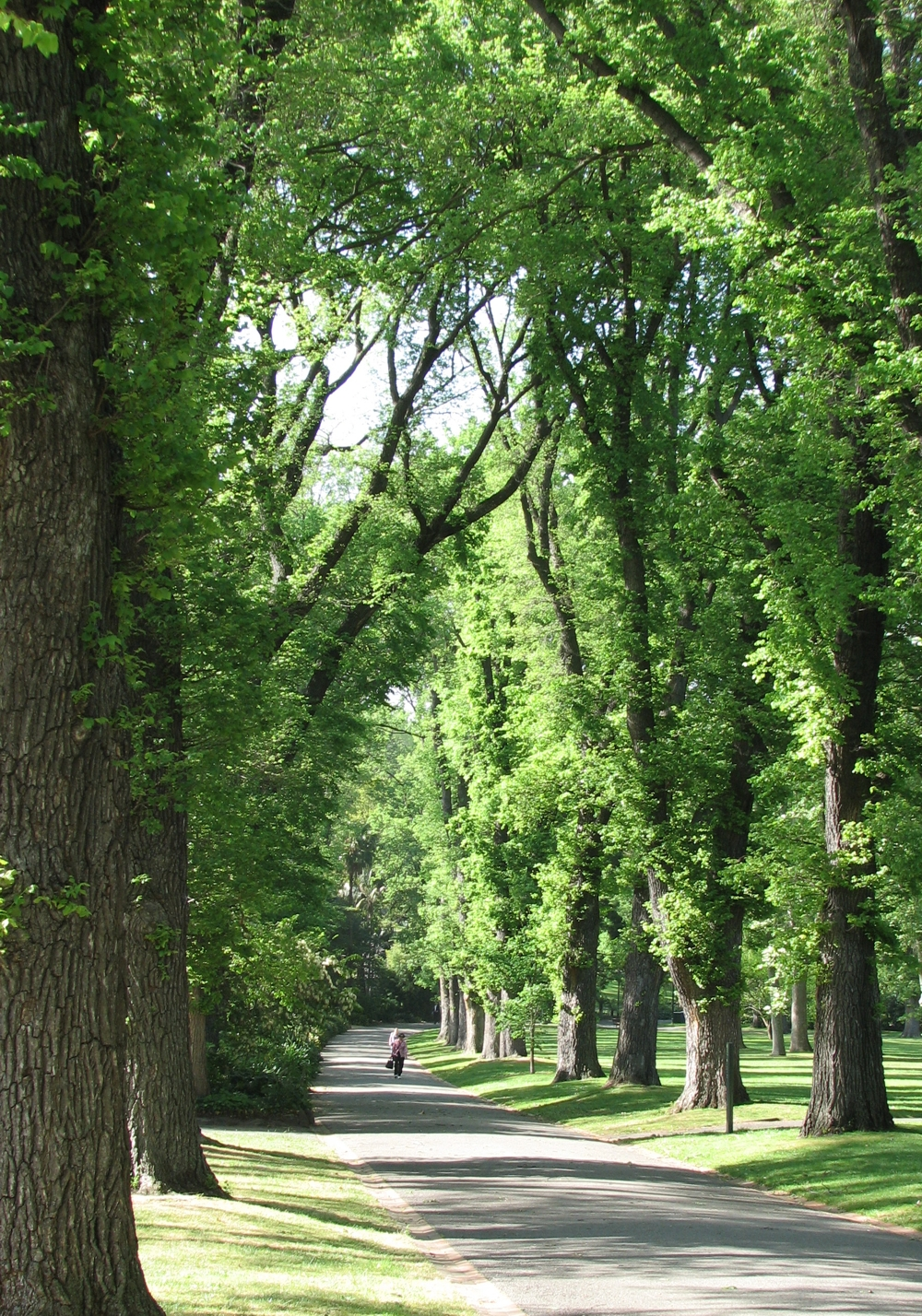
Allee mit Englischen Ulmen, Fitzroy Gardens, Melbourne

Die Englische Ulme (Ulmus procera), auch Haar-Ulme genannt, ist eine Pflanzenart in der Familie der Ulmengewächse (Ulmaceae). Sie wird auch als Varietät der Feldulme unter Ulmus minor subsp. minor geführt.

## Beschreibung
Die Englische Ulme ist laubabwerfender Baum, der Wuchshöhen von bis über 30 Meter, selten bis zu 40 Meter erreicht und einen bis über 1,8 Meter, selten bis über 2,5 Meter dicken, bis in die Baumkrone geraden, kurzen Stamm aufweist. Die Rinde ist grasu-baun und rissig bis gefurcht. 
Die eiförmigen bis verkehrt-eiförmigen, kurz gestielten, vor allem unterseits behaarten und bespitzten, doppelt gesägten Laubblätter sind bis zu 10 cm lang. Sie sind oberseits rau und unterseits heller, mit oft ungleicher, teils herzförmiger Basis. Der Blattstiel ist oft behaart.
Die zahlreichen, kleinen Blüten wachsen in sehr kleinen rotbraunen doldigen Blütenständen dicht an den Zweigen und erscheinen bereits Ende Februar bis April noch vor den Blättern. Die unscheinbaren, grünen Blüten mit rotem Rand und rötlichen Staubgefäßen blühen nicht jedes Jahr gleich.
Nach dem Blühen entwickeln sich die kleinen, geflügelten Früchte die durch den Wind verbreitet werden. Charakteristisch für die Englische Ulmen ist, dass sie selten fruchtbare Samen bilden, sondern sich durch Wurzelbrut vermehren. In England wird angenommen, dass die ganze Population ein einziger Klon ist.

## Vorkommen
Die Englische Ulme findet in weiten Teilen Europas ihre Verbreitung und wächst in Wäldern und an Hecken. Dieser stattliche Baum kann bis über 300 Jahre alt werden, wie die Hangman’s Elm in New York, und benötigt um seine volle Pracht zu entfalten 150 Jahre. Heutzutage ist es aber schwierig ältere dieser Ulmen zu finden, da die von Zeit zu Zeit stärker auftretende Holländische Ulmenkrankheit die Mehrheit (in ganz England sind über 10 Millionen Bäume durch diese Krankheit abgestorben) dieser Ulmenart weitgehend zerstört hat.

## Wichtige Inhaltsstoffe
Gerbstoffe, Phytosterin, Schleimstoffe, Bitterstoffe, Kalium, Kieselsäure

## Verwendung
Das harte und sehr beständige, recht schwere Holz wird für Furnier oder Möbel, Parkett und zum Drechseln u. a. verwendet.